# Qatar Ladies Open 2004
Il Qatar Ladies Open 2004 è stato un torneo di tennis giocato sul cemento. È stata la 4ª edizione del Qatar Ladies Open, che fa parte della categoria Tier II nell'ambito del WTA Tour 2004. Si è giocato al Khalifa International Tennis Complex di Doha in Qatar, dal 1° al 7 marzo 2004.

## Campioni

### Singolare
Anastasija Myskina ha battuto in finale  Svetlana Kuznecova con il punteggio di 4–6, 6–4, 6–4

### Doppio
Svetlana Kuznecova /  Elena Lichovceva hanno battuto in finale  Janette Husárová /  Conchita Martínez con il punteggio di 7–6(4), 6–2